# عثمان نجوم كامارا
عثمان نجوم كامارا (Ousmane N'Gom Camara) (ولد في 26 مايو 1975) لاعب كرة قدم سابق غيني كان يجيد اللعب في خط الوسط.

## مسيرته
ولد عثمان كامارا في العاصمة الغينية كوناكري في 26 مايو 1975.
في عام 1995 انضم إلى نادي موسكرون البلجيكي.
احتل كامارا مع منتخب غينيا المركز الثاني في مجموعته في الجولة الأولى في كأس أمم إفريقيا 2004، وودع البطولة في ربع النهائي بعد الخسارة أمام منتخب مالي.